# Martello Tower (King George Island)
Der Martello Tower (in Argentinien und Chile Roca Torre Martello) ist eine 10 m hohe Felsformation auf King George Island im Archipel der Südlichen Shetlandinseln. Der Felsen ragt 3 km nordnordwestlich des Lions Rump am Ufer der King George Bay auf.
Wissenschaftler der britischen Discovery Investigations kartierten ihn 1937 und benannten ihn deskriptiv nach dem Martello-Turm, einer besonderen Form der in den Napoleonischen Kriegen errichteten Befestigungsanlagen.